# Pedro Reis
Pedro Trigo de Morais de Albuquerque Reis (Lisboa, 30 de septiembre de 1967) es un economista y político portugués. Miembro del Partido Social Demócrata (PSD), es el actual ministro de Economía en el Gabinete Montenegro. Desde 2022, es coordinador del "Movimento Acreditar", un think tank del PSD.

## Biografía
Licenciado en Dirección y Administración de Empresas por la Universidad Católica Portuguesa (UCP), completó su formación en la Escuela de Negocios Harvard, en la Insead y en la UCP.  De diciembre de 2011 a abril de 2014, Reis fue Presidente de AICEP – Agencia de Inversión y Comercio Exterior de Portugal, y ejerció la Secretaría Ejecutiva del Consejo Estratégico para la Internacionalización de la Economía (CEIE). 
En 2014, Reis asumió el cargo de asesor senior del comité ejecutivo de Banco Millennium bcp; en 2015, administrador ejecutivo de BCP Capital, en 2017, asumió el Departamento de Marketing Estratégico y Desarrollo de Negocios y, de 2019 a 2021, el Departamento de Banca Institucional de Millennium bcp. Es presidente del consejo asesor del Consejo de la Diáspora Portuguesa.